# 31.º Regimiento Aéreo
El 31.er Regimiento Aéreo (31. Flieger-Regiment) fue una unidad de la Luftwaffe de la Alemania nazi.

## Historia
Fue formado el 16 de agosto de 1942, a partir del 31º Regimiento de Instrucción Aérea. En octubre de 1942 es redesignado como 11ª División de Campaña de la Luftwaffe.

## Orden de batalla
- 1942: Plana Mayor, I., II., III.